# Noir Dessin Production
Noir Dessin Production est une maison d'édition belge fondée en 1992 et spécialisée dans la publication de livres (histoire, folklore, traditions, cuisine) et de bandes dessinées, en français et en wallon, sur Liège et la Wallonie, et la production de gadgets wallons, appelés en wallon agayons.

## Histoire
En 1992, Yannik Delairesse et Michel Elsdorf éditent l'album Demande Spéciale de François Walthéry, qui reprend la majeure partie de leur collection d'éditions spéciales et de dessins inédits de François Walthéry, avec une préface de Renaud ; fans des Idées noires de Franquin, ils envisagent de ne publier qu'en noir et blanc et choisissent comme nom de la maison d'édition qu'ils créent à cette occasion « Noir Dessin Production ».
En mars 2017 au moment de son 25e anniversaire, la société à forte identité locale, toujours installée à Grivegnée, propose un catalogue de quelque 200 titres, auxquels s'ajoutent de nombreux articles cadeaux et gadgets à résonance wallonne (T-shirts, jeux, tasses, et autres CD…),. 